# 滕加 (喬治亞州)
滕加（英語：Tennga）是位於美國喬治亞州莫雷縣的一個非建制地區。該地的面積和人口皆未知。

## 地理
滕加的座標為34°53′01″N 84°47′58″W / 34.88361°N 84.79944°W，而該地的平均海拔高度為270米（即887英尺）。